# Гетті Мак-Денієл
Гетті Мак-Денієл (англ. Hattie McDaniel; 10 червня 1893 Вічита, США Канзас — 26 жовтня 1952 Вудленд-Гіллз, США) — американська акторка, співачка, авторка пісень, комікеса, радіовиконавиця та зірка  телебачення. Перша афроамериканка, котра здобула премію «Оскар» (1940). Перша чорношкіра жінка, що співала на радіо в США.
Має дві зірки на Голлівудській Алеї Слави: одну на 6933 Голлівудському бульварі за внесок у розвиток радіо, іншу на 1719 Вайн-стріт за ролі у кінофільмах. У 1975 році внесена в Зал Слави Чорних Кінематографістів, а в 2006 стала першою чорношкірою, удостоєною поштовою маркою США.
У фільмі «Звіяні вітром» втілила культову няньку Скарлетт О'Гари, яку всі кличуть Маммі. Це прізвисько закріпилося за акторкою і поза екраном. Гетті Мак-Денієл була вшанована голлівудською спільнотою. Вона товаришувала з багатьма знаменитостями, зокрема, із Кларком Гейблом. Автори анімаційного серіалу «Том і Джеррі» увіковічили акторку в образі господині кота Тома.
Гетті Мак-Денієл знялася в понад 300 фільмах, у більшості з яких її ім'я навіть не згадується у титрах, і часто стикалася з расизмом.

## Ранні роки

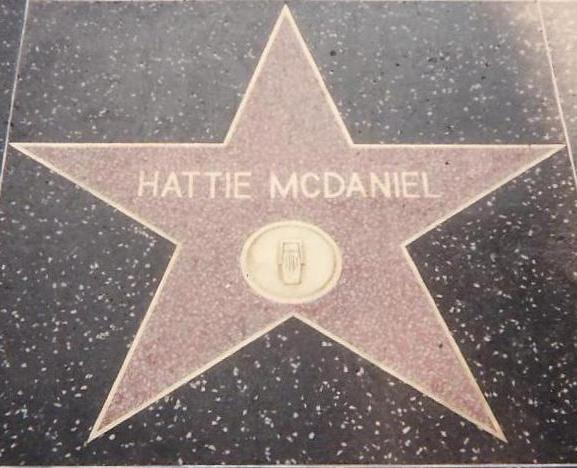
Зірка Гетті Мак-Денієл на Голлівудській Алеї Слави.

Гетті Мак-Денієл народилася 10 червня 1893 року у Вічиті, штат Канзас, у родині колишніх рабів, наймолодшою з 13 дітей. Її батько, Генрі Мак-Денієл, воював у громадянській війні, а мати, Сьюзен Голберт, була співачкою релігійної музики. У 1900 році родина переїхала у Колорадо, з початку жили у місті Форт-Коллінс, а потім у Денвері, де Гетті закінчила Денверську Східну середню школу. 
Після смерті брата Отіса у 1916 році трупа стала втрачати гроші, що тривало до 1920 року. 

## Кар'єра
Під час 1920—1925 Гетті з'явилася з професором Джорджом Моррісоном Melody Собаки, гастролюючи з чорним ансамблем, а у середині 1920-х почала радіокар'єру на станції КОА у Денвері. У 1926—1929 роках також записала багато пісень у Чикаго. В цілому Мак-Денієл записала сім сесій.
Коли фондовий ринок обвалився у 1929 році, єдина робота, яку Мак-Денієл змогла знайти, була офіціанткою у клубі Мадрида, Мілвокі. Незважаючи на небажання власника, котрий не дозволяв їй співати, Мак-Денієл зрештою вийшла на сцену, і незабаром стала виступати регулярно.
У 1931 році Мак-Денієл пробралася у Лос-Анджелес, щоб приєднатися до своїх брата Сема і сестри Ети. Коли вона не змогла отримати роботу у кіно, працювала покоївкою і кухаркою. Брат працював у радіопрограмі KNX і зміг отримати місце для неї. Її шоу стало надзвичайно популярним, але її зарплата була настільки низькою, що вона мусила продовжувати працювати покоївкою.
Вперше з'явилась у кінематографі в фільмі Золотий Захід (1932), її другий фільм I'm No Angel (1932) був дуже успішним. Отримала кілька інших ролей у кіно на початку 1930-х, часто співала у хорах.
У 1934 році Мак-Денієл приєдналася до Гільдії кіноакторів. Вона почала привертати до себе увагу і нарешті почала отримувати великі ролі у кіно.

### Звіяні Вітром
Конкуренція за можливість зіграти няньку Маммі в Звіяних вітром (1939) була майже настільки ж жорсткою, як і для ролі головної герлїні Скарлетт О'Гари. Елеонора Рузвельт написала кінопродюсеру Девіду Селзнику запит, щоб її власна покоївка, Елізабет Мак-Даффі, отримала роль. Мак-Денієл не думала, що вона буде обрана тому, що здобула репутацію комічної акторки. Одне з джерел стверджує, що сам Кларк Гейбл рекомендував взяти на роль Маммі Мак-Денієл; в будь-якому випадку, коли вона прийшла на прослуховування, одягнена в уніформу справжньої покоївки, вона здобула роль.
Дізнавшись про заплановану екранізацію, NAACP вимагали, щоб продюсер і режисер фільму видалили расові епітети (зокрема слово «ніґґер») і змінили деякі сцени, що, на їх думку, були історично невірними. Особливу заклопотаність мала сцена з роману, в якому чорні чоловіки напали на Скарлетт О'Гара, після чого Ку-клукс-клан був представлений як рятівник.

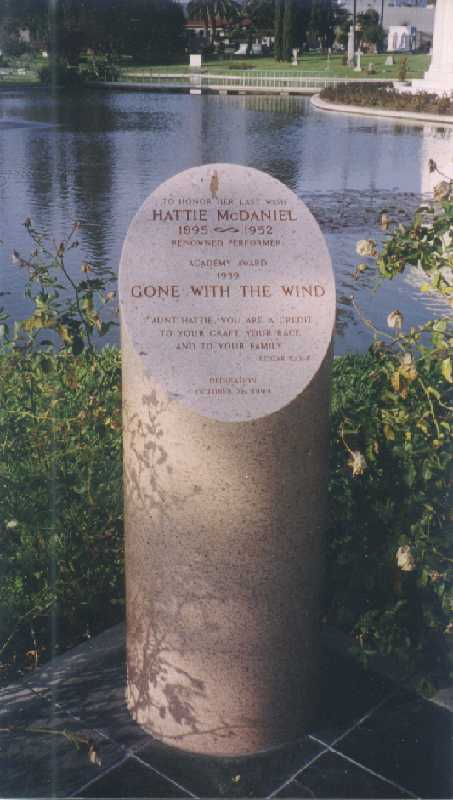
Пам'ятник Гетті Мак-Данєл

## Особисте життя
Мак-Денієл одружилася з Джорджем Ленгфордом, який незабаром помер (1922), в той час, як її кар'єра була на підйомі. Її батько помер у тому ж році. Одружилася та розлучилася з Говардом Гікманом у 1938 році. У 1941 взяла шлюб з продавцем нерухомості Джеймсом Ллойдом Кроуфордом. Згідно з книгою «Яскравий бульвар, Сміливі Мрії Дональда Богла», в 1945 році Мак-Денієл розповіла світській хроніці, що вагітна; вона почала купувати дитячий одяг. Перенісши помилкову вагітність, Мак-Денієл захворіла на депресію. Дітей вона більше не мала. Розлучилася з Кроуфордом в 1945 році, оскільки він ревнував її через успіх у кар'єрі та погрожував убити. 
11 червня 1949 в місті Юма, штат Аризона, одружилася з декоратором Ларрі Вільямсом, з яким розлучилася в 1950 році після дачі показів, що п'ять місяців разом були затьмарені «суперечками та метушнею».

## Смерть
Мак-Денієл померла 26 жовтня 1952 року у віці 59 років від раку молочної залози в лікарні кінематографічного будинку у Вудленд Гіллс. Тисячі скорботних прийшли попрощатися з акторкою та вшанувати її пам'ять. Мак-Денієл писала: «Я хочу білу труну і білий саван, білі гарденії в моєму волоссі та в моїх руках, разом з білою ковдрою та подушкою з червоних троянд. Я також хочу бути захороненою на Голлівудському кладовищі». Голлівудське кладовище не дало дозволу на поховання знаменитості з расистської причини, що вони не беруть тіла чорношкірих для захоронення. Її другим вибором було кладовище Ангелус-Роседале, де вона покоїться сьогодні.

## Фільмографія
- 1935 — Китайські моря (не згадана в титрах)
- 1939 — Звіяні вітром
- 1941 — Щиро твій / Affectionately Yours — Синтія, кухарка Сью
- 1941 — Велика брехня / The Great Lie